# Карельское академическое общество
Карельское академическое общество (фин. Akateeminen Karjala-Seura, AKS) — финская националистическая организация, действовавшая в 1922—1944 годах. Состояла в основном из студенческих активистов и представителей интеллигенции. Добивалась присоединения Восточной Карелии и создания Великой Финляндии. Придерживалась последовательной фенномании, стояла на позициях правого радикализма, антисоветизма и антикоммунизма. Оказывала серьёзное политическое и организационное влияние на правые силы страны.

## Создание
Первое собрание состоялось 16 февраля 1922 года. Инициаторами создания AKS выступили журналист Эркки Ряйккёнен, карельский активист Рейно Вяхякаллио и студент-богослов Элиас Симелиус (Симойоки). Все они были убеждёнными финскими националистами и антикоммунистами, воевали на стороне белых в гражданской войне 1918 и в «братских войнах» 1918—1921.
На февральской встрече они обсудили методы дальнейшей помощи беженцам и финскому национальному движению в Восточной Карелии. Далее началось установление связей со студенческой и академической средой (наиболее активно откликнулся профессор-географ Иивари Лейвискя). Симелиус взял на себя установление контактов в Остроботнии, Ряйккёнен и Вяхякаллио — в Карелии. На учредительном собрании 1 марта 1922 присутствовали уже несколько десятков студентов и преподавателей.
Проявили заинтересованность и представители Охранного корпуса. Интересы Шюцкора при создании AKS представлял военно-политический активист Эльмо Кайла.
В жёстко антирусской и антисоветской AKS состоял Урхо Кекконен — будущий президент Финляндии, проводивший в 1956—1981 политику сближения с СССР.

## Руководители
Первым председатеделем AKS был избран белый ветеран и банковский служащий Каарло Халликорпи, его заместителем — медик Урхо Матиноли. Секретарём стал Эркки Ряйккёнен.
Год спустя организацию возглавил Эльмо Кайла, с самого начала считавшийся «сильным человеком» AKS. Его первое председательство продлилось 4,5 года.
В 1927 Кайлу сменил историк и писатель Вильхо Хеланен, участник финляндской гражданской войны и Эстонской войны за независимость.
С 1928 по 1930 AKS снова возглавлял Кайла. В 1930-1932 — активисты Мартти Кантеле и Аарне Валле. В 1932-1934 — журналист Юрьё Вуорьёки.
В феврале 1934 ровно на год председателем AKS вновь вторично стал Хеланен. Следующим председателем являлся юрист и журналист Рауно Каллья.
С 22 февраля 1936 до запрета организации 23 сентября 1944 во глав AKS в третий раз стоял Вильхо Хеланен.
Членский билет за № 1 получил Элиас Симелиус (Симойоки). Между Симойоки и Кайлой отмечалось соперничество в борьбе за высшее руководство AKS.

## Идеи
Идеология AKS восходила к национал-патриотическим воззрениям Йохана Снелльмана. Программа организации основывалась на идее Великой Финляндии, сопряжённой с жёстким антисоветизмом.

Согласно выработанной Карельским Академическим Об-ом программе (наказ) выступлений ораторов КАО в армейских и шюцкорских частях, лейтмотивом этих выступлений должно быть: «Наше отечество — это не теперешняя Финляндия, а Великая Финляндия, которая томится под чужим игом — ее надо освободить», «Япония является естественным союзником Великой Финляндии, она хочет освободить угнетенные финские племена», дальше идет всяческое поношение СССР… Заканчивается все это призывом быть готовыми выступить за освобождение и создание «Великой Финляндии».

Во внутренней политике AKS стояло на позициях фенномании, правого радикализма и антикоммунизма. Общество являлось своего рода «мозговым центром» финских ультраправых. Установки Общества, характеризуемые как «фашистские», отражались в политических позициях и лозунгах Движения Лапуа и партии Патриотическое народное движение. Заметное влияние Общество оказывало на военные круги и Шюцкор. Противниками AKS являлись подпольная компартия, социал-демократы и либералы. Отношения с консервативной Национальной коалицией были неоднозначны — многие её деятели симпатизировали AKS, но партийное руководство отрицательно относилось к ультраправым тенденциям.

Насколько большой размах и серьезность приняла работа «племенных» организаций в армии и шюцкоре, указывает тот факт, что президент Свинхувуд вынужден был, по инициативе Нач. Политполиции Риекки, запретить вхождение в КАО офицеров действительной военной службы, а также запретить КАО устройство празднеств на военных частях, так как у Правительства имелись опасения, что работа КАО в армии может привести к преждевременным авантюристским выступлениям против СССР, а также, ввиду полного сращивания «племенных» организаций с «патриотическим народным движением» (фашисты), имеется угроза фашистского переворота при поддержке армии (офицерство), который на данном этапе, по-видимому, для Правительства Кивимяки неприемлем.

## Символы
Эмблему AKS разработал известный художник Тойво Викстед. В качестве символики использовался чёрный флаг c эмблемой. Вступающие в организацию приносили присягу, текст которой подготовили Кайла и Симойоки:

Клянусь под нашим знаменем, во имя всего святого и дорогого для меня, пожертвовать жизнью ради моей родины, ради национального пробуждения Финляндии, Карелии и Ингрии, ради Великой Финляндии. Как верю я в единого Бога, верю я в Финляндию и её великое будущее.

Важное место занимал культ Боби Сивена — белого бойца и участника «братских войн», покончившего с собой в 21 год после советско-финляндского договора 1920.

## Действия
Первоочередной задачей AKS являлась помощь беженцам из Восточной Карелии. Всячески пропагандировалась идея «выпрямления границ» — присоединения Восточной Карелии как первого шага в создании Великой Финляндии.
Другим видным направлением деятельности являлась фенномания, вплоть до дискриминации шведов и шведского языка в Финляндии. Исключение в этом отношении представлял Эльмо Кайла, который был сторонником консолидации финского и шведского населения страны на основе великофинского проекта.
C AKS аффилировались женское подразделение ANKS и организация школьников OKS. Печатным рупором Общества являлся журнал Suomen heimo.
Постепенно в Обществе усиливались правоавторитарные, антидемократические настроения. В начале 1930-х массовым союзником AKS стало правопопулистское Движение Лапуа. Однако мятеж в Мянтсяля привёл к отколу от AKS более умеренного крыла, в частности из Общества вышел Урхо Кекконен.
Для AKS были характерны радикальные установки, жёсткое построение организации, агрессивность в агитации. Эти черты эффективно помогали в противостоянии с левыми силами, особенно в студенческой среде. В то же время идеологически Общество было более умеренным в сравнении с НСДАП или Железной гвардией
Деятели AKS сыграли видную роль в создании партии Патриотическое народное движение (IKL). В частности, одним из ведущих деятелей IKL был Эркки Ряйккёнен.
От членов AKS в обязательном порядке требовалась служба в армии или Шюцкоре. Добровольцы вели фортификационные работы на Карельском перешейке. Члены AKS участвовали в Зимней войне. В 1940 в бою с советскими войсками погиб Элиас Симойоки. Участвовали они и в советско-финской войне 1941—1944. Деятельность Общества вызывало сильное раздражение в СССР.

## Запрещение
19 сентября 1944 администрация Маннергейма заключила соглашение о перемирии с СССР и Великобританией. Статья 21 соглашения предусматривала «прекращение фашистской пропаганды» и «запрет фашистских организаций» Финляндии. На этом основании деятельность AKS и аффилированных ANKS и OKS была запрещена 23 сентября 1944.
Большая часть архивов AKS уничтожена. Знамя организации Мартти Кантеле сохранил у себя в доме, впоследствии его наследники передали реликвию в Национальный музей Финляндии.

## Наследие
Наследие Карельского академического общества продолжало влиять на политику Финляндии и в послевоенный период. Характерный штрих: на выборах 1968 президентский пост оспаривали два бывших члена AKS — Урхо Кекконен (от Финляндского центра) и Матти Вирккунен (от Национальной коалиции). С 1958 существовал Клуб 22, продолжавший традицию Общества. Бывшие деятели AKS учредили в 1956 Финский семейный фонд.